# Rolf Verleger

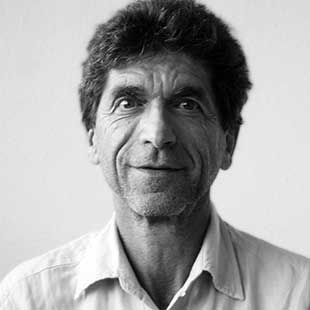
Rolf Verleger

Rolf Verleger (* 17. Dezember 1951 in Ravensburg; † 8. November 2021 in Lübeck) war ein deutscher Psychologe.
Er war Professor an der Universität zu Lübeck und Mitglied des Direktoriums des Zentralrats der Juden in Deutschland. Sein Forschungsschwerpunkt in der Neuropsychologie waren ereignisbezogene EEG-Potentiale. Einer breiten Öffentlichkeit wurde er seit 2006 als Kritiker israelischer Politik und Autor von Sachbüchern zum Thema Judentum und Israel bekannt.

## Leben und Wirken

### Familie
Rolf Verleger wurde als Kind von Überlebenden der Shoa geboren. Sein Vater, Ernst Jissruel-Jossef Verleger (1899–1965), kam ohne seine erste Frau Rosa und drei Söhnen aus dem KZ Auschwitz ins Vogtland zurück. Seine Mutter, Helga Verleger, 1925 in Berlin geboren, war 1942 mit ihren Eltern aus Berlin nach Raasiku in Estland deportiert worden, von dort ins KZ Jägala, später ins KZ Stutthof. Sie kehrte als Waise 1945 nach Berlin zurück, wo sie 1948 Ernst Verleger heiratete.
Rolf Verleger wuchs in einem religiösen jüdischen Haushalt in Ravensburg auf. Er wurde von seinem Vater, später durch einen Religionslehrer der Jüdischen Gemeinde Stuttgart und durch Selbststudium in den jüdischen Traditionen unterwiesen. Im Alter von 18 Jahren habe er sich nach eigenen Worten „vom orthodoxen Glauben verabschiedet“. Sein Bruder und seine Schwester wanderten als Jugendliche nach Israel aus. Er war verheiratet und hatte eine Tochter. Anlässlich des Feierjahres 2021 von 1700 Jahre jüdisches Leben in Deutschland sagte Verleger gegenüber den Lübecker Nachrichten über die Bedeutung der jüdischen Religion in seinem Leben: „Ich bin religiös aufgewachsen, das ist meine Heimat. Auch wenn ich mich jetzt nicht mehr daran halte. Das ist so wie in einem Dorf. Wenn man dort aufgewachsen ist, kann man nicht immer bleiben, aber man kommt doch einmal im Jahr gerne zurück.“ Rolf Verleger starb nach schwerer Krankheit im November 2021 wenige Wochen vor Vollendung seines 70. Lebensjahres.

### Wissenschaftliche Laufbahn
Verleger absolvierte ein Studium der Psychologie an der Universität Konstanz, das er 1976 mit dem Diplom abschloss. 1986 wurde er in Sozialwissenschaften an der Universität Tübingen promoviert, habilitierte sich 1993 für Medizinische Psychologie an der Universität zu Lübeck und erhielt dort 1998 eine außerplanmäßige Professur. Schwerpunkt seiner Forschung war die Untersuchung der Zusammenhänge von kognitiven Prozessen und physiologischen Abläufen im Gehirn mittels Elektroenzephalografie. Er war Autor von 158 Arbeiten in wissenschaftlichen Fachzeitschriften. Sein Hirsch-Index beträgt 40. 2017 trat er in den Ruhestand.
Er war von 1999 bis 2005 Präsident der Deutschen Gesellschaft für Psychophysiologie und ihre Anwendung e. V.

### Funktionen in der jüdischen Gemeinschaft
2001 gehörte Verleger zu den Gründern der neuen Jüdischen Gemeinde Lübeck und gehörte bis 2005 deren Vorstand an. 2005 wurde er Vorsitzender des Landesverbandes Jüdische Gemeinschaft Schleswig-Holstein (JGSH). Er wurde zudem in den Zentralrat der Juden in Deutschland als Mitglied von dessen Direktorium entsandt.
Unter dem Eindruck des Libanonkriegs im Sommer 2006 äußerte er sich mit einem Brief vom 23. Juli 2006 zunächst intern an den Zentralrat, dann öffentlich als Vertreter des Zentralrats kritisch zu den „militärischen Maßnahmen der israelischen Regierung gegen den Libanon“ und zu der Israel unterstützenden Haltung des Zentralrats hierzu.
Dies brachte ihm von Seiten der Zentralratsvorsitzenden Charlotte Knobloch und anderer Repräsentanten jüdischer Organisationen Kritik ein. Zentralratsgeneralsekretär Stephan Kramer nannte die Position Verlegers „abstrus“ und eine „absolute Einzelmeinung“. Verleger bediene sich „antiisraelischer Klischees, die durch keine sachlichen Argumente belegt sind“. Gegenüber der Süddeutschen Zeitung erklärte Verleger, dass es ihm auch um das Wohl Israels gehe. Das Vorgehen der Regierung Ehud Olmert gegen Libanon sehe er aber als schädlich für Israel.
Im August 2006 berief ihn die Jüdische Gemeinde Lübeck als Reaktion auf seine Äußerungen als ihren Delegierten für die JGSH ab. Er verlor damit auch das Amt des Vorsitzenden der JGSH. Im Juni 2009 entzog die JGSH Verleger auch sein Mandat als Delegierter für das Zentralratsdirektorium.

### Positionen zur israelischen Politik
Auf Initiative von Rolf Verleger entstand am 22. November 2006 die Online-Petition „Berliner Erklärung Schalom 5767“, mit der 60 jüdische Erstunterzeichner, darunter Kurt Goldstein, Ernst Tugendhat und Wolfgang Edelstein, mehr kritische Distanz der Bundesregierung gegenüber der israelischen Besatzungspolitik und „die Verwirklichung eines lebensfähigen palästinensischen Staates ernsthaft anzustreben“ forderten. Die Vorschläge entsprachen laut Micha Brumlik denen der israelischen Friedensbewegung. Angesichts der Forderung, den Boykott der von der Hamas beherrschten Palästinensischen Autonomiebehörde kurzfristig zu beenden, könne man den Unterzeichnern jedoch eventuell vorhalten, teilweise gemeinsame Sache mit einer erklärtermaßen antisemitischen Partei, die das Existenzrecht Israels ablehnt, zu machen oder den Antisemitismus der Hamas billigend in Kauf zu nehmen. Die Berliner Erklärung sei ein Beispiel, wie ihre Empörung über die israelische Politik jüdische Kritiker dazu verführe, Antisemitismus herunterzuspielen. Verleger antwortete darauf, dass es die einzige Forderung sei, die kurzfristig umgesetzt werden könne, und dass man damit zeigen könne, dass man es ernst meine. Hinter der Auseinandersetzung innerhalb der jüdischen Gemeinschaft um Israels Politik stehe die Frage, „was jüdische Identität heute ist und sein kann“.
In einem Interview am 22. Juli 2014 mit dem Deutschlandfunk bezeichnete Verleger das militärische Vorgehen der israelischen Armee gegen Ziele im Gazastreifen nach verstärktem Raketenbeschuss durch die Hamas im Juli 2014 als „Massaker“ und machte den „Terror Israels“ und die seiner Meinung nach fehlende Kritik daran für die neue Welle des Antisemitismus in Europa verantwortlich. Der Holocaust rechtfertige das nicht. Im größeren historischen Kontext sei die Wurzel des ganzen Konflikts, dass Europa vor 100 Jahren mit seiner jüdischen Minderheit nicht fertig geworden sei und dieses Problem dorthin nach Palästina exportiert habe. In einem weiteren Interview mit WDR 5 kritisierte er, dass das Verhalten der israelischen Regierung nicht mit dem Judentum vereinbar sei: „Das Judentum war mal – in einem Satz formuliert – eine Religion der Nächstenliebe. Davon ist ja nun nichts zu spüren.“

### Mitgliedschaften
Im Juli 2016 gründete Verleger gemeinsam mit Yazid Shammout, dem Vorsitzenden der palästinensischen Gemeinde in Hannover, das Bündnis zur Beendigung der israelischen Besatzung (heute: Bündnis für Gerechtigkeit zwischen Israelis und Palästinensern). Zu den Mitgliedern zählt auch die Israelin Nirit Sommerfeld. Horst Teltschik ist Beirat des Bündnisses.
Verleger war Beiratsmitglied der Deutsch-Arabischen Gesellschaft, der Deutsch-Palästinensischen Gesellschaft und Kuratoriumsmitglied der Freunde von Newe Schalom/Wahat al-Salam. Er war zudem Vorsitzender des Vereins Jüdische Stimme für gerechten Frieden in Nahost.

## Auszeichnung
Postum zeichnete die Erich-Mühsam-Gesellschaft Rolf Verleger am 6. April 2022 in der Lübecker Synagoge mit dem Erich-Mühsam-Preis aus, den seine Witwe Anne Bangert entgegennahm. Micha Brumlik würdigte Verleger in der Laudatio, er habe „wie wenig andere in seinem Leben und Denken die politische Vernunft aus dem Geist des Judentums verkörpert“.

## Rezeption

### Israels Irrweg. Eine jüdische Sicht
Verlegers 2008 veröffentlichtes Buch Israels Irrweg. Eine jüdische Sicht gliedert sich in drei Teile. Im ersten Teil beschreibt Verleger seine Wurzeln im Judentum – aufgewachsen in den religiösen Regeln – und seine Sicht auf jüdische Traditionen: den biblischen Konflikt zwischen Religion und jüdischer weltlicher Macht, die zentrale Stellung des Gebots der Nächstenliebe, die zionistische Bewegung und Israel. Im zweiten Teil berichtet er über seine Auseinandersetzung im Zentralrat und stellt die These auf, dass in Zeiten schwindender Religiosität Nationalismus zum Ersatz für jüdische Identität geworden sei. Im dritten Teil beschreibt er seine Version der harten Auseinandersetzungen, die er durch seine Interventionen auslöste.
Ludwig Watzal schrieb in der Neuen Zürcher Zeitung, Verleger propagiere nicht „die Verdrängung der arabischen Bewohner von Palästina, sondern forderte vielmehr ihre Gleichberechtigung in einem multikulturellen Staat“. Das Buch sei ein „Orientierungsrahmen für eine Debatte, in der die Schwarzweissmalerei überwiegt; Grautöne findet der Leser bei Rolf Verleger“. Durch das Buch ziehe sich wie ein roter Faden Verlegers jüdisches Selbstverständnis, so Martin Forberg in der Süddeutschen Zeitung. Verleger liefere Denkanstöße, und seine Sicht mache die jüdische Vielfalt deutlich. „Sein Ansatz schlägt Brücken zum palästinensischen Volk“.
Nach Meinung des Soziologen Armin Pfahl-Traughber liefert Verleger zwar eine bisher hierzulande in dieser Schärfe ungekannte Kritik an Israel aus einer jüdischen Perspektive, doch seien dabei sehr unterschiedliche Texte eher unsystematisch aneinandergereiht worden. Es sei zwar zutreffend, dass hinter übertriebenen Einwänden gegenüber Israel nicht Judenfeindschaft stehen müsse. Es hätte jedoch einer differenzierteren Erörterung bedurft zur „Unterscheidung von antisemitischer und nicht-antisemitischer Israel-Kritik“. Zur Neuauflage von 2009 kritisierte Karl Pfeifer in Hagalil, dass Verleger Theodor Herzl aus dritter Hand bzw. englischen Übersetzungen zitiere. Auch David Ben Gurion sei nur „aus einem Elaborat von Ilan Pappe“ und entkontextualisiert zitiert worden. Pfeifer wirft Verleger vor, Israel zu dämonisieren. Das reiche bis zur „Fälschung von dessen Geschichte [und] Legitimierung antisemitischer Politiker wie dem Londoner Ex-Bürgermeister Ken Livingstone“.

### Hundert Jahre Heimatland? Judentum und Israel zwischen Nächstenliebe und Nationalismus
In seinem 2017 erschienenen Buch Hundert Jahre Heimatland? Judentum und Israel zwischen Nächstenliebe und Nationalismus beschäftigt sich Verleger zunächst erneut mit seinen jüdischen Wurzeln, seiner Familiengeschichte und dem Wert der Nächstenliebe in der jüdischen Tradition. Im dritten und vierten Teil vertritt Verleger die These, dass Europa vor 100 Jahren nicht mit seiner jüdischen Minderheit fertig wurde. Teil 3 beschreibt die Geschichte der Juden im Zarenreich 1795–1917, das Entstehen der zionistischen, nationalreligiösen, bundistischen, sozialistischen und orthodoxen politischen Bewegungen im dortigen Judentum und die Massenauswanderung nach Westen, mit Parallelen zur heutigen Flüchtlingsproblematik. Darauf aufbauend werden die Motive der Balfour-Deklaration skizziert. Teil 4 diskutiert die Argumente, mit denen sich Edwin Montagu, einziges jüdisches Mitglied der britischen Regierung im Herbst 1917, gegen die Deklaration wandte. Das Buch endet mit der These, dass gegenwärtig zwei Pole im Judentum noch ideologische Strahlkraft hätten, nämlich die nationalreligiöse „Erlösung des Landes“ in Israel und die universalistische Menschenrechtsidee im US-Judentum.
„Mit seinem Buch und seinen Thesen dürfte Verleger in jüdischen und pro-israelischen Kreisen anecken“, sagte Ina Rottscheidt im Deutschlandfunk. Verleger spare nicht mit Kritik: „An der israelischen Staatsgründung und der aktuellen Politik. An den überwiegend pro-israelisch eingestellten jüdischen Gemeinden in Deutschland und an der Abkehr von Humanismus und Nächstenliebe, die er für die wahren Werte des Judentums hält.“ Man müsse nicht jede These Verlegers teilen, aber man könne sein Buch als einen Denkanstoß verstehen, „als ein Plädoyer für das Umdenken“.

## Fachwissenschaftliche Schriften
Deutschsprachige Veröffentlichungen
- Die P3-Komponente im EEG. Profil-Verlag, München 1986, ISBN 978-3-89019-167-6.
- Zeitmessung von Gedankenabläufen mit ereignisbezogenen EEG-Potentialen, Habilitationsschrift, Lübeck 1992.

Englischsprachige Veröffentlichungen
- Event-related potentials and cognition: A critique of the context updating hypothesis and an alternative interpretation of P3. In: Behavioral and Brain Sciences. Band 11, 1988, S. 343–356.
- On the utility of P3 latency as an index of mental chronometry. In: Psychophysiology. Band 34, 1997, S. 131–156.
- Evidence for an integrative role of P3b in linking reaction to perception. In: Journal of Psychophysiology. Band 19, 2005, S. 165–181.
- Correction of EOG artifacts in event related potentials of the EEG: Aspects of reliability and validity. In: Psychophysiology. Band 19, 1982, S. 472–480.
- Reduction of P3b in patients with temporo-parietal lesions. In: Cognitive Brain Research. Band 2, 1994, S. 103–116.

## Sachbücher
- Haus der Ewigkeit. Der jüdische Friedhof Stockelsdorf (zusammen mit Nathanja Hüttenmeister). Solivagus Verlag, Kiel 2019, ISBN 978-3-947064-05-2.
- Hundert Jahre Heimatland? Westend Verlag, Frankfurt am Main 2017, ISBN 978-3-86489-186-1.
- Israels Irrweg. Eine jüdische Sicht. PapyRossa-Verlag (=Neue kleine Bibliothek, Bad. 131), Köln 2008, ISBN 978-3-89438-394-7.

## Aufsätze, Essays
- Der humanistische Zionismus. In: Blätter für deutsche und internationale Politik 10/2011 (Themen: Naher & Mittlerer Osten), S. 104–110
- Jüdische Identität und Nahostkonflikt. In Wissenschaft & Frieden 2008, Heft 3
- Ist Nächstenliebe antisemitisch? Plädoyer für eine Umkehr zu einem friedlichen Nahen Osten!. In: Von der Verteidigung zur Intervention. Beiträge zur Remilitarisierung der internationalen Beziehungen, Kasseler Schriften zur Friedenspolitik Band 14, Jenior Verlag 2007, ISBN 978-3-934377-21-9.
- Ethnizität als Religionsersatz, Beitrag zur Debatte Der Streit um die richtige Solidarität mit Israel. In: Blätter für deutsche und internationale Politik 5/2007, S. 590–595

Artikel
- Gaza-Krieg. Israels Unrecht auf geraubtem Land. Gastbeitrag in: Frankfurter Rundschau, 1. August 2014
- Beschneidungsdebatte: Vernunft und Toleranz sind gefragt. In: HaGalil, 2. August 2012